# Distrito Municipal de Overberg
Overberg (en afrikáans: Overberg-distriksmunisipaliteit) es un distrito municipal de Sudáfrica en la provincia Occidental del Cabo. Comprende una superficie de 11 391 km². A su vez  se subdivide en cuatro municipios locales e incluye las ciudades de Grabouw, Caledon, Hermanus, Bredasdorp y Swellendam. El centro administrativo es la ciudad de Bredasdorp.

## Medio físico

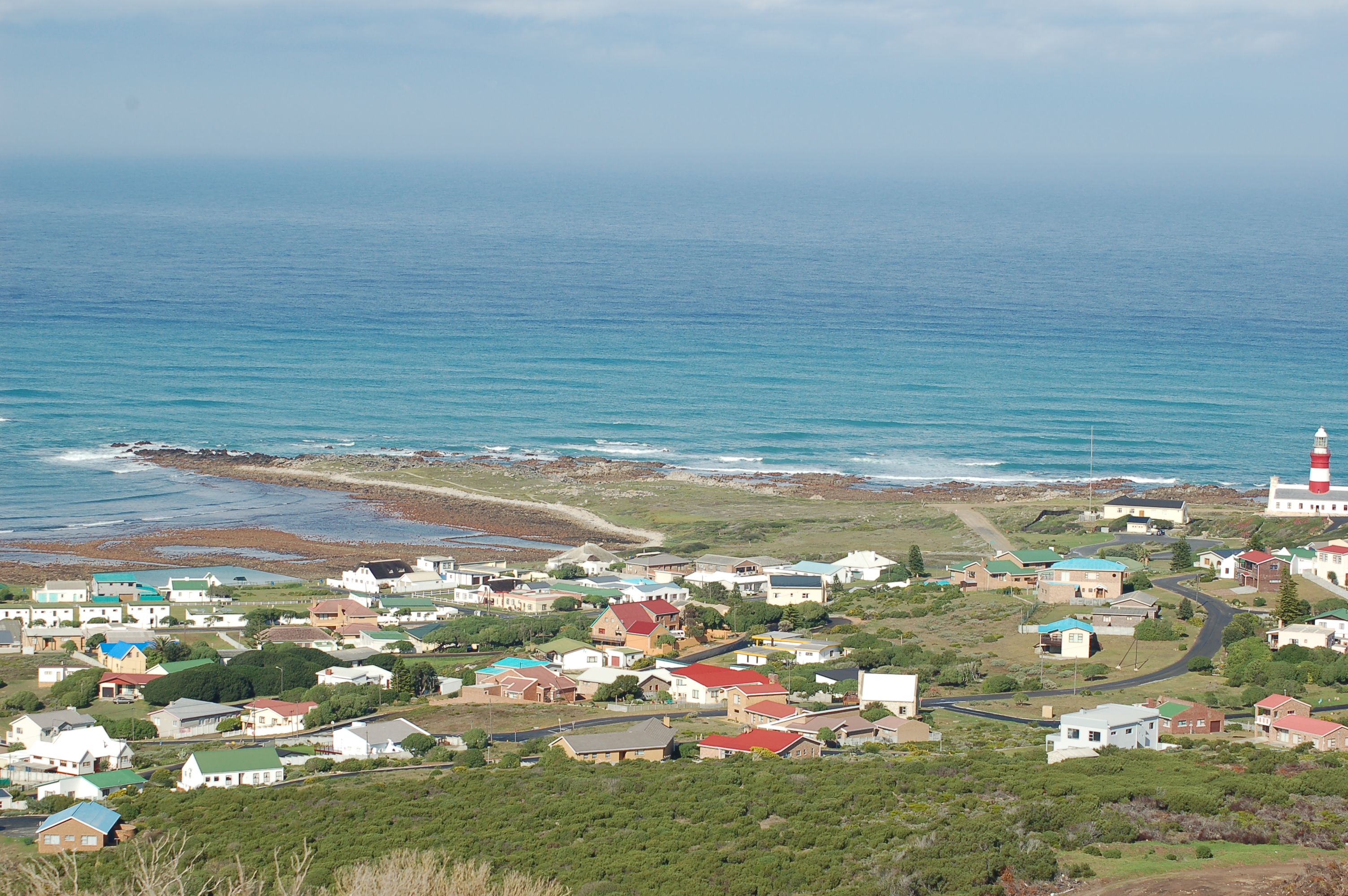
Cabo Agulhas, Sudáfrica

El municipio de Overberg ocupa un área de 12,241 kilómetros cuadrados y se localiza al sureste de Ciudad del Cabo. su término municipal va desde la sierra de Hottentots-Holland en el oeste, a la desembocadura del río Breede al este y hasta la sierra de Riviersonderend en el norte. En su término se ubica el cabo de las Agujas, el punto más austral de África, y tiene costas tanto en el océano Atlántico como en el océano Índico.
su localidad más poblada es Grabouw (pob. 21,593) en el valle de Elgin adyacente a los Hottentots-Holland en el límite septentrional del distrito. La cabecera del municipio se localiza en Bredasdorp (pob. 12,749) en la parte sur del distrito. Otras localidades de importancia son Swellendam (pob. 13,557) en el río Breede en el noreste, Caledon (pob. 10,650) en el interior occidental y Hermanus (pob. 10,500) en la costa Atlántica.

## Demografía
Según datos oficiales contaba con una población total de 212.787 habitantes. El principal grupo étnico del municipio es el mestizo con un 54.2% de la población y el idioma más hablado es el afrikáans con un 80.6% de la población.

## Localidades
- Bettysbaai